# Tenzin
Tenzin (chữ Tạng: བསྟན་འཛིན) là một nhân vật trong loạt phim hoạt hình Mỹ The Legend of Korra. Ông là con trai của Avatar Aang và Katara, đồng thời là một trong những ngự khí sư cuối cùng còn lại khi loạt phim bắt đầu. Nhân vật được lồng tiếng bởi J.K. Simmons.

## Tiểu sử
Tenzin được nuôi dạy trong truyền thống Phong tộc và chịu ảnh hưởng sâu sắc từ cha mình – Avatar Aang. Là một ngự khí sư thuần túy, ông đảm nhận vai trò hướng dẫn Korra học ngự khí thuật và dẫn dắt cô trong hành trình trở thành một Avatar toàn diện.
Gia đình Tenzin từng sống trên đảo Đền thuộc Thành phố Cộng Hòa trước khi chuyển đến Nam Phong tự, một trong bốn trung tâm trước đây của Phong tộc, vào mùa 4 để phục vụ sứ mệnh phục hưng Phong tộc. Ông là người nghiêm túc, có lý tưởng cao cả và trung thành với các nguyên tắc tinh thần của Phong tộc.
Trong suốt loạt phim, Tenzin đồng hành cùng Korra trong nhiều cuộc khủng hoảng, từ khi cô đối đầu với Hội Bình Đẳng, đến các sự kiện liên quan đến Linh giới và sự trỗi dậy của Hội Hồng Liên. Sau khi hàng loạt người thức tỉnh năng lực ngự khí, hệ quả từ hành động của Korra, Tenzin đảm nhiệm việc hồi sinh Phong tộc bằng cách huấn luyện thế hệ ngự khí sư mới.
Ông cũng từng phải đối mặt với cảm giác bất an và gánh nặng khi sống dưới cái bóng của cha mình. Tuy nhiên, thông qua các thử thách và sự trưởng thành của các học trò, Tenzin dần khẳng định vai trò là một nhà lãnh đạo tinh thần và người thầy đáng kính.

## Tính cách và đón nhận
Tenzin là người nghiêm nghị, trí tuệ nhưng đôi khi thiếu linh hoạt. Ông được khán giả yêu mến vì tình cảm chân thành dành cho gia đình, học trò và lý tưởng của mình. Các nhà phê bình đánh giá cao sự cân bằng giữa tính hài hước nhẹ nhàng và chiều sâu nội tâm của nhân vật.

## Xuất hiện khác
Tenzin tiếp tục xuất hiện trong các phần truyện tranh hậu truyện của The Legend of Korra, nơi ông tiếp tục vai trò cố vấn tinh thần và hỗ trợ việc tái thiết Phong tộc.